# A Blind Legend
A Blind Legend est un jeu vidéo d'aventure audio développé et édité par Dowino, sorti en 2015 sur Windows, Mac, Android et iOS, en coproduction avec Radio France.

## Système de jeu
Le joueur incarne un chevalier aveugle. Le système de jeu est donc entièrement basé sur le son.

## Financement
A Blind Legend est un jeu réalisé en coproduction par Dowino, France Culture et Radio France et qui a été en partie financé par la plateforme participative Ulule. Le jeu a également reçu un financement de la part du Centre National de la Cinématographie, du conseil du Rhône-Alpes et du groupe Humanis. Enfin, les développeurs ont aussi pu bénéficier de l'aide d'association comme la Fédération des Aveugles de France et de l'association Valentin Haüy.

## Accueil

### Critique
- Canard PC : 8/10[2]
- Jeuxvideo.com : 17/20[3]

### Prix
- Ping Awards 2015 : prix spécial du jury